# Els caça monstres
Els caça monstres (títol original en anglès, Monsters at Large) és un telefilm estatunidenc dirigit per Jason Murphy. Es va estrenar el 13 de març de 2018. S'ha doblat i subtitulat al català.
Entre el repartiment, s'inclou l'actriu Mischa Barton, l'actor de la franquícia Power Rangers Austin St. John, la cantant Tara McDonald i l'actor Stephen Tobolowsky.
S'ha emès en diversos països, com al canal francès Gulli el 31 d'octubre de 2018.